# Timothée de Fombelle
Timothée de Fombelle (Parigi, 1973) è uno scrittore e drammaturgo francese.
È l'autore di varie opere come Tobia, Un millimetro e mezzo di coraggio e Tobia, Gli occhi di Elisha. È stato protagonista anche all'inaugurazione del Festival di Avignone, dove è stato presentato il suo brano Je danse toujours.

## Biografia
Timothée de Fombelle è uno scrittore e drammaturgo francese, nato a Parigi nel 1973. A diciassette anni ha fondato una compagnia teatrale. Dopo gli studi ha insegnato Letteratura a Parigi e in Vietnam, quindi ha deciso di dedicarsi alla scrittura. 
Segue spesso il padre, architetto, nei suoi viaggi in Africa. Le estati della sua infanzia le passa nella campagna francese (a ovest), con i suoi cinque fratelli e sorelle.
Già all'età di diciassette anni lavora per una compagnia teatrale da lui fondata, che mette in scena pezzi da lui scritti e diretti. Per un periodo insegna letteratura a Parigi e in Vietnam, ma presto si dedica interamente al teatro.
Continua a scrivere pezzi teatrali che vengono messi in scena dalla compagnia di attori che comprende la moglie Laetitia, con la quale ha una figlia, Jeanne Elisha.
All'età di diciassette anni produce un lavoro teatrale, Le Phare, rappresentato in Francia, Canada, Lituania, Polonia e Russia con l'attore Clément Sibony e premiato nel 2002 con il Prix du Souffleur.
Per i suoi romanzi Tobie Lolness, tradotti in più di venti lingue, ha ricevuto una ventina di premi, sia francesi che internazionali.
Il 20 febbraio 2011 esce il suo quarto romanzo Vango.

## Opere
- Je danse toujours, Actes Sud, 2003
- Tobia. Un millimetro e mezzo di coraggio, volume I, tradotto da Maria Bastanzetti, Edizioni San Paolo, 2006
- Tobia. Gli occhi di Elisha, volume II, tradotto da Maria Bastanzetti, Edizioni San Paolo, 2008
- Tu sei il mio mondo, tradotto da Maria Bastanzetti, Edizioni San Paolo, 2010
- Vango. Tra cielo e terra, volume I, tradotto da Maria Bastanzetti, Edizioni San Paolo, 2011
- Vango. Un principe senza regno, volume II, tradotto da Maria Bastanzetti, Edizioni San Paolo, 2012
- Il favoloso libro di Perle, tradotto da Maria Bastanzetti, Mondadori, 2014
- Victoria sogna, tradotto da Maria Bastanzetti, illustrato da Maria Chiara Di Giorgio, Terre di Mezzo, 2017
- Capitano Rosalie. Una missione segreta nella Prima guerra mondiale, tradotto da Maria Bastanzetti, illustrato da Isabelle Arsenault, Mondadori, 2018
- Alma del vento, volume I, tradotto da Maria Bastanzetti, Mondadori, 2021
- Alma del vento. Il canto della libertà, volume II, tradotto da Maria Bastanzetti, Mondadori, 2024

## Riconoscimenti
- Prix du Souffleur 2002
- Prix Saint-Exupéry 2006
- Prix Tam-Tam 2006
- Prix Sorcières 2006
- Grand Prix de l'Imaginaire 2007